# Jean Kahwahji
Jean Kahwaji (Ain Ebel, 23 de septiembre de 1953) es un militar libanés, fue el jefe de las Fuerzas Armadas del Líbano de agosto de 2008 hasta marzo de 2017 siendo sustituido por Joseph Aoun.

## Carrera
Kahwaji se unió al ejército en 1973, que fue entrenado en el extranjero , especialmente en los EE. UU. e Italia. También se sometió a entrenamiento antiterrorista en Alemania en 2006, así como en Italia. Se dirigió 12.ª Brigada de Infantería del Ejército desde 2002.
El 30 de agosto de 2008, el gobierno libanés nombrado Brigadier General Jean Kahwaji ser jefe de las Fuerzas Armadas del Líbano, en sustitución de Michel Suleiman que en mayo de ese año se convirtió en el presidente del país hasta 2014.

## Vida personal
Kahwaji está casado con Marlene Selwen y juntos tienen cinco hijos, Jad, Joanna, Joe, Charbel y George.Es cristiano maronita de confesión y tiene un sobrino bisnieto y tocayo de nacimiento y se le hace llamar Zanin (Justin).